# Louis-René de Caradeuc de La Chalotais

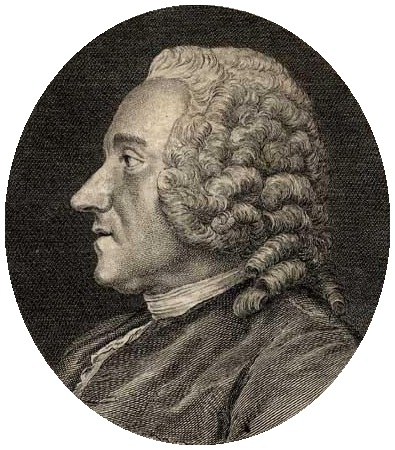
Louis-René de Caradeuc de La Chalotais

Louis-René de Caradeuc de La Chalotais (* 6. März 1701 in Rennes; † 12. Juli 1785 in Rennes) war ein französischer Jurist.

## Politik
La Chalotais war sechzig Jahre lang Generalprokurator des Parlaments der Bretagne. Er war ein glühender Gegner der Jesuiten. 1761 entwarf er für das Parlament ein Memorandum über die Konstitutionen des Ordens, das sehr zu ihrer Unterdrückung in Frankreich beitrug. 1763 veröffentlichte er das Essai d’éducation nationale, in dem er ein Programm wissenschaftlicher Studien als Ersatz für die von den Jesuiten gelehrten vorschlug. Im gleichen Jahr begann der Konflikt zwischen den Landständen der Bretagne und dem Statthalter der Provinz, dem Herzog von Aiguillon. Die Stände weigerten sich, den außerordentlichen Abgaben zuzustimmen, die von Aiguillon im Namen des Königs verlangt worden waren. La Chalotais war ein persönlicher Feind Aiguillons, und als das Parlament der Bretagne sich auf die Seite der Stände stellte, nahm er die Führungsrolle in seiner Opposition ein. Das Parlament verbot per Erlass die Erhebung von Steuern ohne Zustimmung der Landstände. Der König hob diese Dekrete auf, worauf bis auf zwölf alle Mitglieder des Parlaments zurücktraten (Oktober 1764 bis Mai 1765). Die Regierung betrachtete La Chalotais als einen der Urheber dieser Affäre.
Zu dieser Zeit erhielt der für die Angelegenheiten der Provinz zuständige Staatssekretär Louis Phelypeaux (1705–1777), zwei anonyme und beleidigende Briefe. La Chalotais wurde verdächtigt, sie geschrieben zu haben, und drei Experten für Handschriften bestätigten seine Urheberschaft. Die Regierung verhaftete deshalb ihn, seinen Sohn und vier weitere Mitglieder des Parlaments. Die Festnahme wurde ein öffentlicher Skandal, und es wurde viel von „Despotismus“ geredet. Voltaire behauptete, dass der Prokurator in seinem Gefängnis in Saint-Malo dazu gedemütigt worden sei, mangels Tinte seine Verteidigung mit einem in Essig getauchten Zahnstocher zu schreiben. Anscheinend war dies reine Legende, aber die öffentliche Meinung in ganz Frankreich wurde nachhaltig gegen die Regierung erregt. Am 16. November 1765 wurde eine Richterkommission ernannt, um den Prozess zu übernehmen. La Chalotais hielt den Prozess für illegal; als Generalprokurator nahm er das Recht in Anspruch, eine Verhandlung im Parlament in Rennes zu bekommen, oder andernfalls im Parlament von Bordeaux, gemäß den Gewohnheiten der Provinz. Die Richter wagten es nicht, ein Urteil auf der Basis von Handschriftenanalysen auszusprechen, und bis zum Ende des Jahres hatte sich noch nichts bewegt.
Ludwig XV. entschied sich dann für einen souveränen Akt und brachte die Angelegenheit vor seinen Rat, der ohne weitere Formalitäten entschied, den Beschuldigten ins Exil zu schicken. Dieser Notbehelf verschärfte nur die öffentliche Agitation; Philosophen, Mitglieder des Parlaments, patriotische Bretonen und Jansenisten verkündeten einhellig, dass La Chalotais das Opfer des persönlichen Hasses des Herzogs von Aiguillon und der Jesuiten geworden sei. Die Regierung gab am Ende nach und willigte ein, die zurückgetretenen Mitglieder des Parlaments der Bretagne wieder zurückzuberufen. Als das Parlament wieder zusammenkam, verlangte es nach einer formalen Beschuldigung Aiguillons die Zurückberufung von La Chalotais. Dies wurde 1775 gewährt, und La Chalotais wurde erlaubt, sein Amt seinem Sohn zu übergeben.
In dieser Affäre stellte sich die öffentliche Meinung als stärker als der Absolutismus des Königs heraus. Sie trug sehr zur Opposition gegen die Macht des Königs bei und kann als Präludium zur Revolution von 1789 betrachtet werden. La Chalotais, der persönlich ein hitziger, hochmütiger und unsympathischer Charakter war, starb 1785 in Rennes.